# 캠프모바일
캠프모바일은 네이버의 모바일 분야 자회사였으며, 2013년 3월 1일에 설립되어 2018년 2월 1일 다시 네이버에 통합되었다. 모바일 앱의 개발과 판매에 주력하는 회사로서, 주요 제품으로는 밴드, 도돌런처, 후스콜, 라인데코가 있었다.

## 역사
모바일 시장 대응을 위해 2013년 2월 6일 설립이 결정되어 3월 1일 설립되었다. NHN (네이버 주식회사의 당시 이름)에서 400억 원을 출자하였고, NHN의 기존 모바일 서비스 중 밴드를 캠프모바일로 이관하였다. 기존의 '네이버' 브랜드와 거리를 둔 서비스를 지향했다. 유틸리티 앱 분야에서는 '도돌'이라는 브랜드를 바탕으로 사업을 확장했다.
캠프모바일은 글로벌 시장 확대와 모바일 사업 다각화를 주요 목표로 삼았다.
해외 시장 진출을 강화하기 위해 기존 이람 대표 체제에서 2013년 9월 30일 이람, 박종만 공동대표 체제로 전환했다. 2013년 11월에는 네이버에서 400억 원을 추가로 유상증자했다. 이어 2013년 12월에는 스팸 전화 식별 앱인 후스콜의 개발사인 타이완의 고고룩을 약 186억 원에 인수함으로써 해외 시장 진출의 교두보로 삼았다. 또한 2014년 1월 12일에는 글로벌 서비스에 집중하기 위해서 모바일 쿠폰 앱 '열두시'를 별도 법인으로 캠프모바일에서 분리했다. 캠프모바일의 자산이 늘어남에 따라 2014년 3월 27일 네이버는 캠프모바일을 주요 종속 회사로 편입했다. 2014년 10월 29일에는 글로벌 서비스 강화를 위해 네이버에서 다시 400억 원을 유상증자하였다. 시장 확대의 일환으로 2015년 2월 12일에는 앞서 인수한 고고룩을 통해 쿠마스투디오를 인수하였다. 2015년 2월 26일에는 글로벌 비즈니스 플랫폼 제공을 위해 도돌런처의 검색 서비스를 야후와 제휴했다. 2015년 3월 31일 자산 변동에 따라 네이버 주요 종속 회사에서 탈퇴했다.
한편 모바일 사업 다각화를 목표로 SNS 서비스인 밴드 이외에 런처 서비스도 시작해 2013년에는 도돌런처를, 2014년 3월에는 라인데코를 출시했다. 2015년 중반부터는 웨어러블 시장에도 진입하여 업계 최초로 스마트워치 플랫폼인 워치마스터를 출시했다. 2015년 9월에는 동영상 메신저 앱 스노우를 개발하여 큰 성공을 거두었다.
2016년 6월부터는 김주관 대표이사가 취임하여 제2기 사업을 시작하게 되었다. 한편
캠프모바일이 개발한 스노우가 인기를 끌면서 2016년 8월 스노우주식회사가 캠프모바일에서 인적분할 방식으로 분사했다.
2017년 11월 27일 네이버는 글로벌 UGC 플랫폼 기술 강화를 위해 2018년 2월 1일 캠프모바일을 다시 네이버로 통합하기로 결정했다.

## 제품
- 밴드
- 도돌런처 (해외에서는 라인런처)
- 후스콜
- 라인데코
- 워치마스터
- MOOT